# Louder Than Love
Louder Than Love är ett musikalbum av Soundgarden, utgivet den 5 september 1989 på A&M records.

## Låtlista
1. "Ugly Truth" (Cornell) – 5:26
2. "Hands All Over" (Cornell/Thayil) – 6:00
3. "Gun" (Cornell) – 4:42
4. "Power Trip" (Cornell/Yamamoto) – 4:09
5. "Get on the Snake" (Cornell/Thayil) – 3:44
6. "Full on Kevin's Mom" (Cornell) – 3:37
7. "Loud Love" (Cornell) – 4:57
8. "I Awake" (McDonald/Yamamoto) – 4:21
9. "No Wrong No Right" (Cornell/Yamamoto) – 4:47
10. "Uncovered" (Cornell) – 4:30
11. "Big Dumb Sex" (Cornell) – 4:11
12. "Full On" (Reprise) (Cornell)" – 2:42

## Medverkande musiker
- Chris Cornell – sång, gitarr
- Kim Thayil – gitarr
- Matt Cameron – trummor
- Hiro Yamamoto – elbas